# Soyaux Angoulême XV Charente
Maillots
Actualités
Le Soyaux Angoulême XV Charente est un club français de rugby à XV, fondé en 2010, basé à Angoulême. Il est né de la fusion du Sporting Club d'Angoulême et du Rugby Club de Soyaux.
Le club évolue en Pro D2 en 2024-2025.

## Histoire

### Prémices du rugby à Angoulême et à Soyaux
Les prémices du rugby à XV à Angoulême datent de 1893-1894. à l'automne 1904, est créé le Racing club angoumoisin et le Stade angoumoisin.
En 1904 a eu lieu la première victoire d'une équipe de rugby à Angoulême. Le 28 février, l'équipe des Intrépides composée d'étudiants battait les Aiglons du lycée de Niort. Courant hiver 1905-1906, c'est la création du SVA : Sport vélocipédique d'Angoulême.
En 1907 a lieu la modification du nom SVA en SVAA (ajout du terme Athlétique) et le 15 février 1910, est créé le Sporting Club d'Angoulême. En février 1910 est adopté les couleurs du maillot blanc avec col et plastron bleu et bas noirs. Le premier président du SCA est alors M. Despugeols et le premier président de la section rugby, le docteur A. Guerlain.
Le 9 août 1910, le bail de location du terrain de Chanzy est signé et le 30 octobre 1910, est organisé le premier match qui se solde par une première victoire 13 à 8 contre la Jeunesse sportive cognaçaise.
Le 23 septembre 1923, c'est l'inauguration des grandes tribunes dotées de 1 500 places. Le 15 mai 1938, Émile Rousseau est le 1er international formé au SCA contre la Roumanie avec une victoire à la clé 11 à 8.
A la saison 1946-1948, apparaît Robert Barsacq dans l'équipe première. Il est tour à tour joueur, international, entraîneur et le seul président champion de France à ce jour. En 1953, le SCA est admis dans le challenge Yves Du Manoir.
L'école de rugby du SCA est fondée en 1954 par Marcel et Émile Rocher, alors que Francis Chanard, figure emblématique du club, prend sa retraite. J. Lartigue prend la suite des entraînements.
Le 20 septembre 1959, le terrain de Chanzy est rénové et aplani pour accueillir en Du Manoir le Stade toulousain ; victoire du SCA 18 à 3 et le 4 août 1962, signature de l'international Claude Lacaze.
En 1965 : huitième de finale du championnat de France 1964-65. L'année suivante J. C. Bourrier est nommé secrétaire général de la FFR.
En 1972, le SCA quitte l'élite du rugby français à laquelle il appartenait sans discontinuer depuis 1938. Depuis 30 ans au club J. Lartigue accède à la présidence du SCA. Le club remonte en 1re division l'année suivante. Deux ans plus tard Maurice Colclough signe au club puis en 1978, arrive Maurice Camozzi. J. Lartigue meurt en 1979 après 40 ans de dévouement au SCA.
En 1980, Angoulême atteint les demi-finales du Challenge Yves du Manoir battu par Bayonne 18-6 dans une rencontre où ils furent privés de leur deuxième ligne international anglais Maurice Colclough, parti disputer une tournée en Afrique du Sud.
Le 19 mai 1986, le SCA est pour la première fois de son histoire champion de France face à Voiron 22 à 17. En 1990, il remonte en Groupe B après une année de pénitence en 2e division.
La section rugby du SCA omnisports est créée en 2002 et la dette ancienne du club est réglée grâce aux efforts de l'équipe dirigeante nouvellement élue. Le club change son logo en 2003 et devient complètement autonome, il s'appelle désormais Sporting Club d'Angoulême rugby.
En 2008, le club évolue en Fédérale 3 et accède à la Fédérale 2 puis en 2009, en Fédérale 2 et termine en fin de tableau. C'est de nouveau la descente.

### 2010: création du SA XV
En 2010, c'est la fusion avec le Rugby Club de Soyaux pour un nouveau départ en Fédérale 3 sous le maillot du Soyaux Angoulême XV Charente.
Le SA XV, club issu de la fusion du SCA et du RCS remonte en Fédérale 2 dès sa première année d’existence en 2011.

#### Champion de France de Fédérale 2 2014
En 2014, après une saison fantastique (25 matchs joués, 25 victoires), le club devient champion de France de Fédérale 2 (victoire en finale à Marmande face au SC Graulhet 23-13 le 22 juin 2014) et accède à la Fédérale 1.
Pour sa première participation en Fédérale 1 en 2015, le SA XV termine 2e de la poule 3 et se qualifie pour la phase finale. Après avoir éliminé l'US Romans Péage en 8e, il chute contre l'USO Nevers en quart de finale.

#### Montée en Pro D2 2016
En 2016, pour sa seconde participation en Fédérale 1 le SA XV termine 1er de la poule 1 et se qualifie pour la phase finale d'accession à la Pro D2. Il accède à la Pro D2 pour la première fois de son histoire après avoir battu l'US bressane.
En 2016, à la suite d'une inspection de l'URSSAF, le club est soupçonné de travail dissimulé. Le club aurait versé des droits à l'image à des joueurs déclarés en tant qu'auto-entrepreneurs photographe, joueurs qui auraient dû être employés, sur une période allant de 2013 à 2016. De même, des indemnités kilométriques fictives auraient été versées, ce qui constituerait un complément de salaire déguisé. Le préjudice totale serait d'environ 2 millions d'euros. Le club en tant que personne morale, ainsi que ses deux dirigeants Jean Alémany et Jean-Jacques Pitcho, ainsi que Didier Pitcho en tant que dirigeant de fait, sont ainsi jugés pour travail dissimulé devant le tribunal correctionnel de Bordeaux fin 2020. La procureure requiert des peines d'amendes : 20 000 euros pour Jean Alémany, 40 000 euros pour Didier Pitcho, 30 000 Jean-Jacques Pitcho, 100 000 euros pour l'association (dont une partie assortie du sursis pour les quatre). L'URSSAF demande 500 000 euros au titre du préjudice matériel et 55 000 euros au titre du préjudice moral. Enfin l'association devra comparaître devant le tribunal judiciaire d'Angoulême en janvier 2021 pour les 1,7 million d’euros d’arriérés et de cotisations non versées.

#### Relégation en Nationale 2021
A l'issue de la saison 2020-2021 de Pro D2, le club finit à la dernière place et est rétrogradé en Nationale.

#### Vice-champion de France de Nationale et remontée en Pro D2 2022
Mais en 2022, Soyaux Angoulême remonte en Pro D2 pour la saison suivante et s'incline (38-10) en finale de Nationale contre le RC Massy Essonne le 4 juin 2022.
En Championnat de Pro D2 2023, il se maintient lors de la dernière journée grâce à un bonus défensif décroché sur le terrain d'Oyonnax, le futur champion de France.

## Image et identité

### Couleurs et maillots

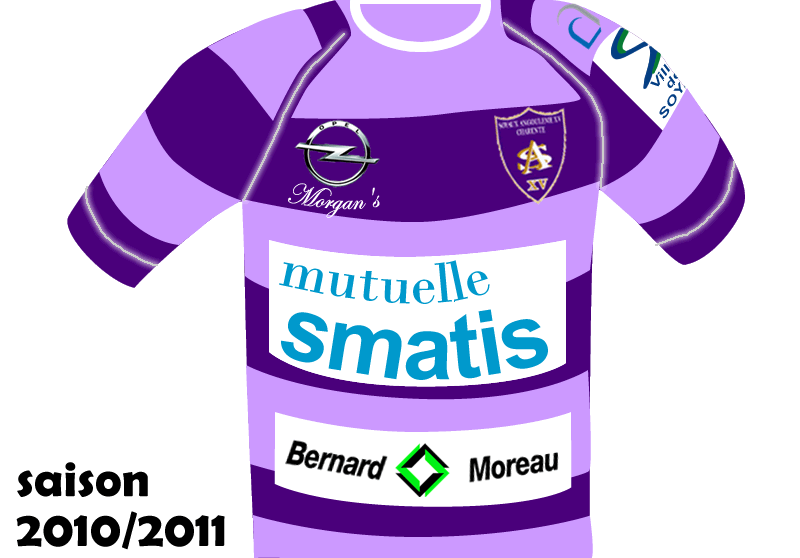
Le maillot 2010-2011.

Le Sporting Club d'Angoulême avait un maillot blanc avec col, plastron bleu et bas noir. Le Rugby Club de Soyaux jouait en rouge et bleu. En 2010, quand les deux clubs fusionnent, ils choisissent de jouer avec comme couleurs ; violet et parme.

### Logo
Le logo du club instauré en 2014 contient un canon, représentant ceux fondus en Charente pour la rénovation du voilier Hermione, ainsi que la route des canons, reliant les fonderies de la Corderie royale au port de Rochefort en passant par le fleuve Charente. Cet emblème est au cœur d'une polémique en février 2017 de la part du club anglais de football Arsenal, jugeant que le logo du club charentais est trop proche du leur, ce dernier faisant l'objet d'une marque déposée. Un nouveau logo est présenté quelques mois plus tard, pendant l'intersaison 2017.

Évolution du logo
Logo de 2010 à avril 2014.
Logo d'avril 2014 à 2017.
Logo de 2017 à 2024.
Logo depuis 2024.

### Mascotte
La mascotte du club est un escargot violet nommé "Cagou".
A l'issue de la saison de Pro D2 2019-2020, elle est élue mascotte préférée des supporters lors d'un concours organisé par la LNR face à Buky, la mascotte du FC Grenoble rugby.

## Résultats sportifs

### Bilan sportif par saison
| Saison    | Championnat | Nombre d'équipes (poule) | Division           | Classement | Phase finale                                | Titres                        |
| --------- | ----------- | ------------------------ | ------------------ | ---------- | ------------------------------------------- | ----------------------------- |
| 2023-2024 | Pro D2      | 16                       | Deuxième division  | 12e        | -                                           | -                             |
| 2022-2023 | Pro D2      | 16                       | Deuxième division  | 14e        | -                                           | -                             |
| 2021-2022 | Nationale   | 14                       | Troisième division | 2e         | Finale                                      | Montée en Pro D2              |
| 2020-2021 | Pro D2      | 16                       | Deuxième division  | 16e        | -                                           | Reléguée en Nationale         |
| 2019-2020 | Pro D2      | 16                       | Deuxième division  | 7e         | -                                           | -                             |
| 2018-2019 | Pro D2      | 16                       | Deuxième division  | 9e         | -                                           | -                             |
| 2017-2018 | Pro D2      | 16                       | Deuxième division  | 13e        | -                                           | -                             |
| 2016-2017 | Pro D2      | 16                       | Deuxième division  | 13e        | -                                           | -                             |
| 2015-2016 | Fédérale 1  | 10 (Poule 1)             | Troisième division | 1er        | 1/2 finale d'accession Victoire US bressane | Montée en Pro D2              |
| 2014-2015 | Fédérale 1  | 10 (Poule 3)             | Troisième division | 2e         | 1/4 de finale Défaite USON Nevers           | -                             |
| 2013-2014 | Fédérale 2  | 10 (Poule 2)             | Quatrième division | 1er        | Finale Victoire SC Graulhet                 | Champion de France Fédérale 2 |
| 2012-2013 | Fédérale 2  | 10 (Poule 8)             | Quatrième division | 6e         | -                                           | -                             |
| 2011-2012 | Fédérale 2  | 10 (Poule 8)             | Cinquième division | 5e         | -                                           | -                             |
| 2010-2011 | Fédérale 3  | -                        | Cinquième division | -          | 1/4 de finale Défaite RC Trignac            | Montée en Fédérale 2          |

### Palmarès
| Compétitions nationales |
| - Championnat de France de Nationale : - Vice-champion (1) : 2022 - Championnat de France de Fédérale 2 : - Champion (1) : 2014 |

### Finales de Soyaux Angoulême XV

#### Championnat de France
| Compétition | Année | Vainqueur           | Score   | Finaliste           |
| ----------- | ----- | ------------------- | ------- | ------------------- |
| Nationale   | 2022  | RC Massy            | 38 – 10 | Soyaux Angoulême XV |
| Fédérale 2  | 2014  | Soyaux Angoulême XV | 23 – 13 | SC Graulhet         |

## Personnalités du club

### Effectif 2024-2025
| Nom                      | Naissance        | Nationalité sportive | International | Dernier club              | Arrivée au club |
| Talonneurs               | Talonneurs       | Talonneurs           | Talonneurs    | Talonneurs                | Talonneurs      |
| ------------------------ | ---------------- | -------------------- | ------------- | ------------------------- | --------------- |
| Rayne Barka              | 5 février 1999   | France               | -             | Section paloise           | 2022            |
| Motu Matu'u              | 30 avril 1987    | Samoa                |               | CA Brive                  | 2023            |
| Patxi Bidart             | 30 mai 2000      | France               | -             | Stade montois             | 2021            |
| Piliers                  |                  |                      |               |                           |                 |
| Georgy Balakarev         | 4 avril 2002     | Russie               | -             | Formé au club             | 2022            |
| Yassin Boutemmani        | 12 juillet 1990  | Algérie              |               | US Montauban              | 2022            |
| Omar Dahir               | 24 avril 1994    | Maroc                |               | Rouen RN                  | 2022            |
| Vivien Devisme           | 23 mars 1992     | France               | -             | Lyon OU                   | 2024            |
| Paul Tailhades           | 15 avril 1997    | France               | -             | Section paloise           | 2024            |
| Sami Zouhair             | 21 février 1999  | France               | -             | Valence-Romans DR         | 2023            |
| Deuxièmes lignes         |                  |                      |               |                           |                 |
| Matt Beukeboom           | 3 avril 1997     | Canada               |               | US bressane               | 2022            |
| Matthew Dalton           | 16 novembre 1998 | Irlande              | -             | Newcastle Falcons         | 2023            |
| Ian Kitwanga             | 21 février 1999  | RD Congo             | -             | Union Bordeaux Bègles     | 2022            |
| Enzo Morand-Bruyat       | 7 juillet 2002   | France               | -             | Formé au club             | 2021            |
| Léo Morand-Bruyat        | 7 juillet 2002   | France               | -             | Formé au club             | 2021            |
| Sikeli Nabou             | 5 mars 1988      | Fidji                |               | Biarritz olympique        | 2019            |
| Troisièmes lignes aile   |                  |                      |               |                           |                 |
| Germain Burgaud          | 15 juin 1996     | France               | -             | SO Chambéry               | 2021            |
| Gautier Gibouin          | 24 mars 1989     | Espagne              |               | USON Nevers               | 2020            |
| Maxence Lemardelet       | 8 mai 1999       | France               | -             | AS Béziers                | 2024            |
| Clément Sentubéry        | 22 mars 2003     | France               | -             | Stade toulousain          | 2024            |
| Hubert Texier            | 18 avril 2000    | France               | -             | Section paloise           | 2022            |
| Irakli Tskhadadze        | 1er août 1996    | Géorgie              |               | CA Brive                  | 2021            |
| Troisièmes lignes centre |                  |                      |               |                           |                 |
| → Alexander Masibaka     | 9 août 2001      | Australie            | -             | Montpellier HR (en prêt)  | 2023            |
| Adrian Mitu              | 12 mai 2004      | Roumanie             |               | Section paloise           | 2024            |
| Samuel Nollet            | 2 août 2001      | France               | -             | SU Agen                   | 2024            |
| Demis de mêlée           |                  |                      |               |                           |                 |
| Adrien Bau               | 3 mars 1994      | France               | -             | Provence Rugby            | 2022            |
| Alexis Levron            | 29 mai 1991      | France               | -             | Section paloise           | 2023            |
| Emmanuel Saubusse        | 23 novembre 1989 | France               | -             | Stade montois             | 2021            |
| → Lucas Zamora           | 29 novembre 2004 | France               | -             | Stade rochelais (en prêt) | 2024            |
| Demis d'ouverture        |                  |                      |               |                           |                 |
| Ben Botica               | 7 octobre 1989   | Nouvelle-Zélande     | -             | Castres olympique         | 2023            |
| Jacob Botica             | 3 mars 1993      | Nouvelle-Zélande     | -             | Rennes EC                 | 2022            |
| Corentin Glénat          | 26 août 1999     | France               | -             | FC Grenoble               | 2023            |
| Centres                  |                  |                      |               |                           |                 |
| Mathis Lafon             | 28 février 1999  | France               | -             | Stade rochelais           | 2021            |
| Ledua Mau                | 16 février 1993  | Fidji                | -             | SC Albi                   | 2016            |
| François Carlo Mey       | 1er juillet 2003 | Italie               | -             | ASM Clermont              | 2025            |
| Arthur Proult            | 30 juillet 1993  | France               | -             | USON Nevers               | 2024            |
| George Tilsley           | 27 février 1992  | Nouvelle-Zélande     | -             | SU Agen                   | 2024            |
| Ailiers                  |                  |                      |               |                           |                 |
| Eoghan Barrett           | 31 mai 1999      | Irlande              | -             | Section paloise           | 2023            |
| Matthys Gratien          | 15 février 1999  | France               | -             | RC Vannes                 | 2023            |
| Nathan Farissier         | 20 avril 2001    | France               | -             | FC Grenoble               | 2024            |
| Jonny May                | 1er avril 1990   | Angleterre           |               | Gloucester Rugby          | 2024            |
| Arrières                 |                  |                      |               |                           |                 |
| Jules Dubecq             | 31 août 2001     | France               | -             | Formé au club             | 2019            |
| Rémi Brosset             | 12 février 2000  | France               | -             | Biarritz olympique        | 2022            |

### Joueurs emblématiques

#### Joueurs emblématiques français
- Vivien Devisme
- Baptiste Gay
- Arnaud Héguy
- Guillaume Laforgue
- Sébastien Laulhé
- Kevin Le Guen
- Victor Paquet
- Jean Ric-Lombard
- Antoine Roger
- Quentin Witt

#### Joueurs emblématiques étrangers
- Andries Kruger
- Yassin Boutemmani
- Joel Sclavi
- Sikeli Nabou
- Metuisela Talebula
- Luka Goginava
- Davide Duca
- Abdelatif Boutaty
- Matt Va'ai
- Dorian Jones
- Martin Wognitsch
- Remus Lungu
- Ole Avei
- Terry Fanolua
- Leo Halavatau
- Pavel Stastny
- Germán Kessler

### Entraîneurs
En 2011, le SA XV est entraîné par Olivier Mattiuzzo et Terry Fanolua[réf. nécessaire]. Les deux hommes mèneront le club jusqu’à la Fédérale 2. En 2013, Julien Laïrle est nommé entraîneur du club avec Renaud Gourdon. En 2016, Renaud Gourdon est remplacé par Rémy Ladauge. En 6 saisons au club, Laïrle aura accompagné le club dans deux montées à l'échelon supérieur du rugby français avec un titre de champion de France de fédérale 2 en 2014.
En 2019, Julien Laïrle quitte le club et est remplacé par Adrien Buononato à partir de la saison 2019-2020. Buononato sera épaulé par Mirco Bergamasco qui remplace Rémy Ladauge en tant qu'entraîneur des arrières[réf. souhaitée], puis en février 2020, le staff est rejoint par André Bester. Vincent Etcheto intègre le staff du club le 2 octobre 2020 en tant que consultant avant d'être nommé manager du club le 20 octobre en remplacement d'Adrien Buononato et il sera épaulé par Tanguy Kerdrain et Mirco Bergamasco. Mirco Bergamasco quitte son poste à l'issue de la saison 2020-2021. A l'issue de la saison 2022-2023, Vincent Etcheto quitte son poste de manager.
En juin 2023, Alexandre Ruiz est nommé entraîneur principal pour une durée de deux saisons, plus une optionnelle.
Fabrice Landreau l'ancien talonneur international français passé notamment par le SC Angoulême, le FC Grenoble et Stade français est quant à lui nommé directeur du rugby.
| Saisons               | Entraîneurs                                      | Adjoints                                               | Palmarès                                    |
| --------------------- | ------------------------------------------------ | ------------------------------------------------------ | ------------------------------------------- |
| 2013 - 2016           | Julien Laïrle (avants) Renaud Gourdon (arrières) |                                                        | Championnat de France de Fédérale 2 en 2014 |
| 2016 - 2019           | Julien Laïrle (avants) Rémy Ladauge (arrières)   |                                                        |                                             |
| 2019 - fév. 2020      | Adrien Buononato (manager)                       | Mirco Bergamasco                                       |                                             |
| fév. 2020 - oct. 2020 | Adrien Buononato (manager)                       | Mirco Bergamasco (arrières) André Bester (avants)      |                                             |
| oct. 2020 - 2021      | Vincent Etcheto (manager)                        | Tanguy Kerdrain (avants) Mirco Bergamasco (défense)    |                                             |
| 2021 - 2023           | Vincent Etcheto (manager)                        | Tanguy Kerdrain (avants) Guillaume Laforgue (skills)   |                                             |
| 2023 -                | Alexandre Ruiz (principal)                       | Tanguy Kerdrain (avants) Guillaume Laforgue (arrières) |                                             |

### Présidents
| Nom           | Période     |
| ------------- | ----------- |
| Didier Pitcho | Depuis 2010 |

En 2010, au moment de la fusion entre le SC Angoulême et le RC Soyaux, Jean-Jacques et Didier Pitcho en prennent les rênes. Ils sont accompagnés à la présidence du club par Jean Alémany.

## Structures

### Stade Chanzy

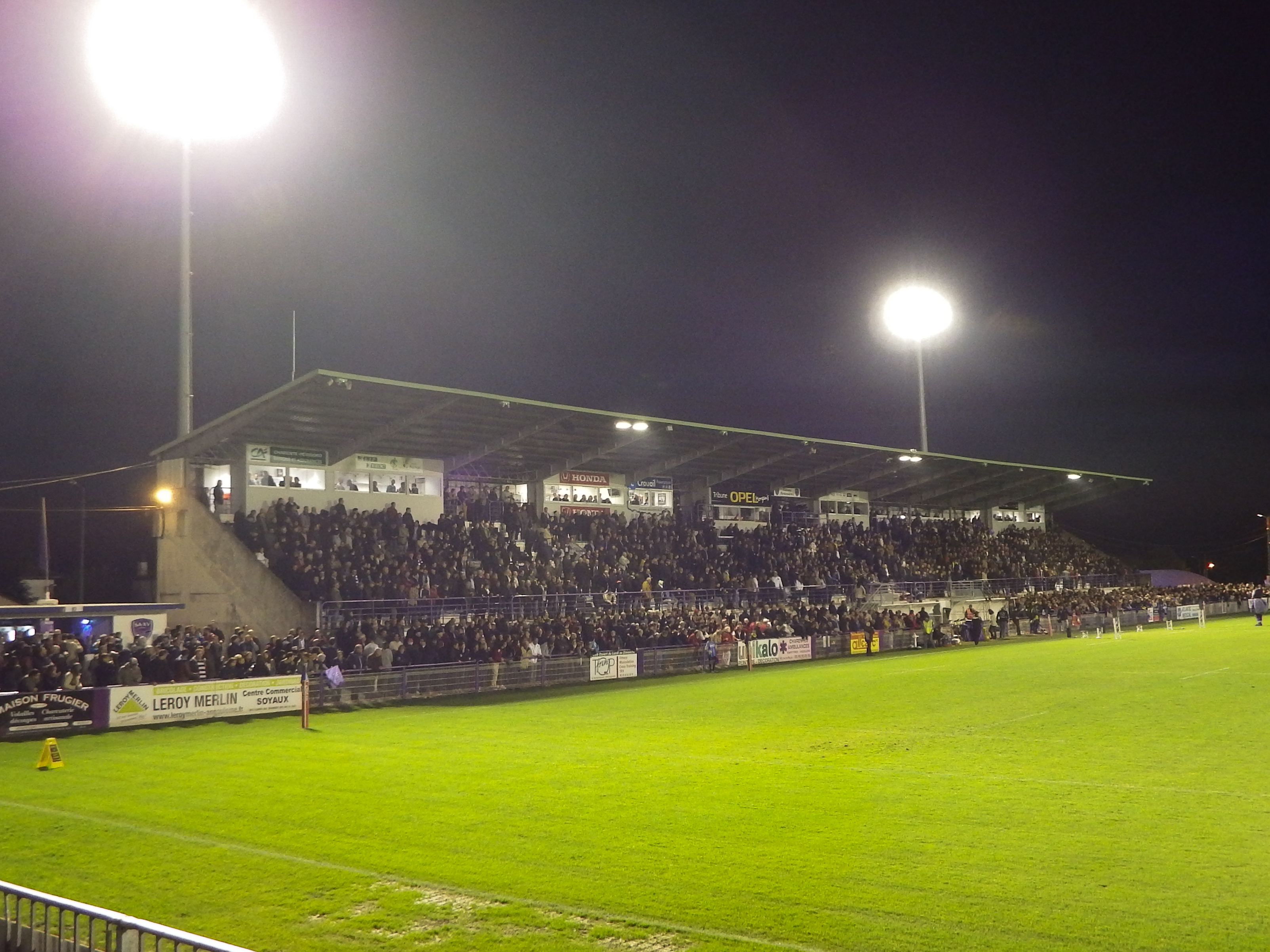
Tribune d'honneur en 2016.

Le SA XV joue l'ensemble de ses matchs de championnat au Stade Chanzy.
Il est le principal stade de la ville d'Angoulême et dispose de 7 278 places dont 4 114 places assises.